# 拉法耶特广场 (新奥尔良)

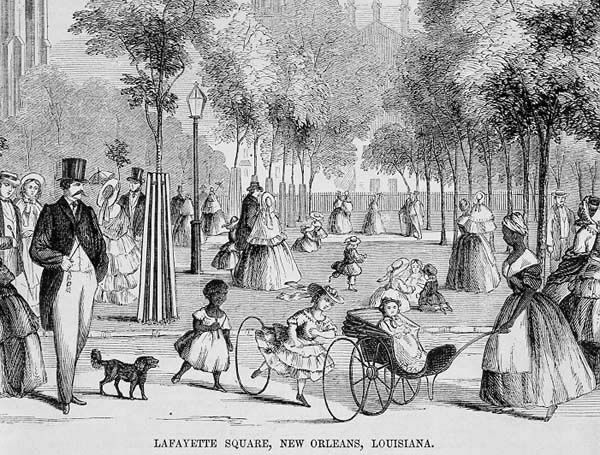
1854

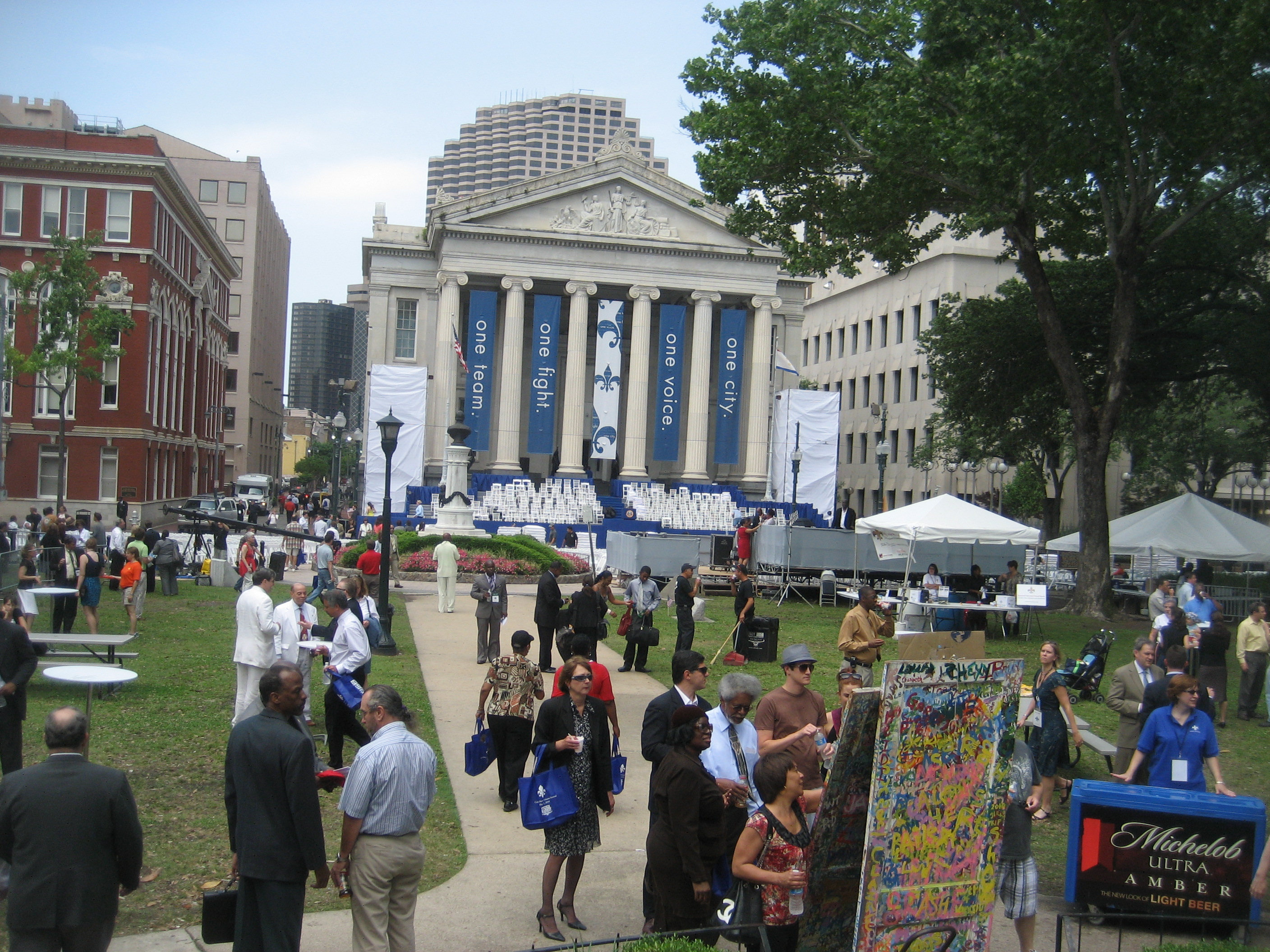
2010

拉法耶特广场（Lafayette Square）是新奥尔良第二古老的广场，由西班牙政府的路易斯安那总测量师特鲁多设计于1788年。它得名于在美国革命战争中在美国一方作战的法国贵族和将军拉法耶特侯爵。
广场中心有亨利·克莱铜像，在圣查尔斯大道和营盘街（Camp Street）路口有约翰·麦克唐纳和本杰明·富兰克林雕像。
新奥尔良的前市政厅Gallier Hall位于圣查尔斯大道上，面对拉法耶特广场。虽然市政府已经迁往别处，此广场上仍用于就职典礼和市政活动。这个广场还经常举办现场音乐表演。
卡特里娜飓风严重破坏了公园里的树木，加上附近建筑物的碎玻璃和碎片，使公园不安全。居民们组成一个慈善组织，拉法耶特广场保护者，将其改造为一个重要的城市空间。